# San Pelayo de Guareña (kommunhuvudort)
San Pelayo de Guareña är en kommunhuvudort i Spanien.   Den ligger i provinsen Provincia de Salamanca och regionen Kastilien och Leon, i den centrala delen av landet, 200 km väster om huvudstaden Madrid. San Pelayo de Guareña ligger 781 meter över havet och antalet invånare är 148.
Terrängen runt San Pelayo de Guareña är platt. Runt San Pelayo de Guareña är det glesbefolkat, med 8 invånare per kvadratkilometer. Närmaste större samhälle är Villamayor, 18,7 km sydost om San Pelayo de Guareña. Trakten runt San Pelayo de Guareña består till största delen av jordbruksmark.